# Strasserism

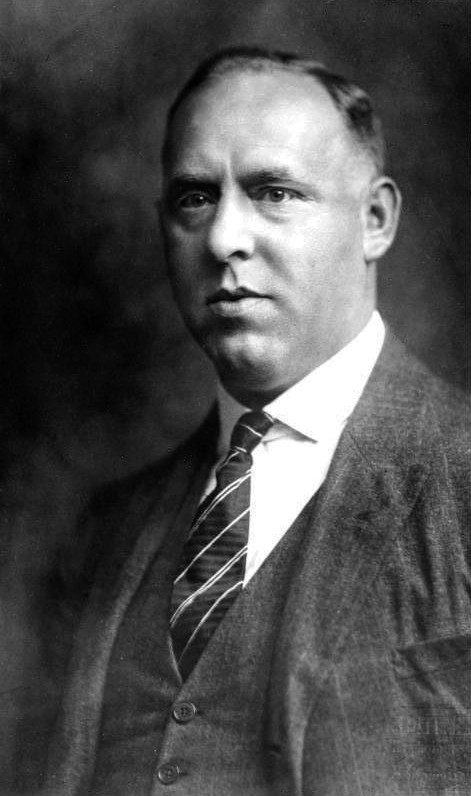
Gregor Strasser år 1928.

Strasserism (tyska: Strasserismus eller Straßerismus) syftar på den strömning inom nazismen som strävade efter en mera radikal och arbetarbetonad nationalsocialism. Strömningen ådagalade antisemitism på antikapitalistisk grundval och eftersträvade en nationell återfödelse. 
Strasserismen är uppkallad efter bröderna Gregor (1892–1934) och Otto Strasser (1897–1974). Den förstnämnde blev tidigt talesman för NSDAP:s socialistiska falang och förordade att den nationella revolutionen även skulle inbegripa fattigdomsbekämpning och stöd åt arbetarklassen. Adolf Hitler motsatte sig strasserismen av strategiska skäl. Otto Strasser uteslöts 1930 ur NSDAP på grund av sin överdrivna radikalism och grundade Die Schwarze Front, som förespråkade en särskild nationalistisk form av socialistisk revolution. Gregor Strasser mördades under de långa knivarnas natt 1934, då han tidigare hade lierat sig med rikskanslern Kurt von Schleicher mot Hitler.